# M103 (astronomia)
M 103 (conosciuto anche come NGC 581 o, talvolta, col soprannome di Ammasso Freccia) è un ammasso aperto visibile nella costellazione di Cassiopea.

## Osservazione

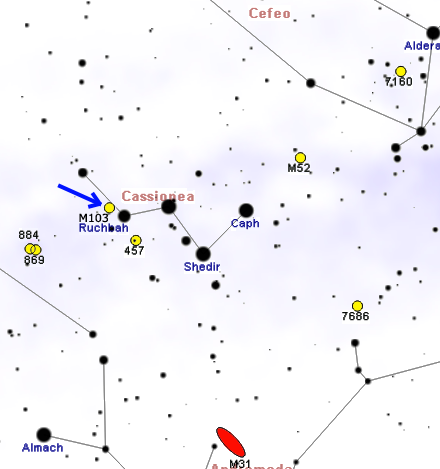
Mappa per individuare M103.

M103 si trova in una zona di cielo ricca di oggetti, grazie alla presenza della scia della Via Lattea, nel cuore della costellazione di Cassiopeia; si individua con estrema facilità, a meno di un grado a nord-est della stella δ Cassiopeiae, al punto che la luce di questa stella quasi lo oscura. Appare nello stesso campo visivo in un binocolo 10x50, il quale consente anche una prima parziale risoluzione. Un telescopio da 114mm si mostra di forma triangolare e dominato da alcune stelline di ottava grandezza; con strumenti superiori l'ammasso è completamente risolto.
La sua declinazione è molto settentrionale: infatti quest'ammasso si presenta circumpolare da gran parte dell'emisfero boreale, come tutta l'Europa e in Nordamerica, fin quasi al tropico del Cancro; dall'emisfero australe invece è possibile osservarla solo in prossimità dell'equatore. Il periodo migliore per la sua osservazione nel cielo serale è quello compreso fra agosto e gennaio.

## Storia delle osservazioni
M103 fu scoperto da Pierre Méchain nel 1781 e fu incluso nel catalogo di Charles Messier, nel quale viene descritto nel seguente modo:"Ammasso di stelle fra e e d nella gamba di Cassiopeia." Heinrich Louis d'Arrest lo descrive come un ammasso irregolare di stelle dalla nona all'undicesima magnitudine, con una stella doppia sul lato nord.

## Caratteristiche

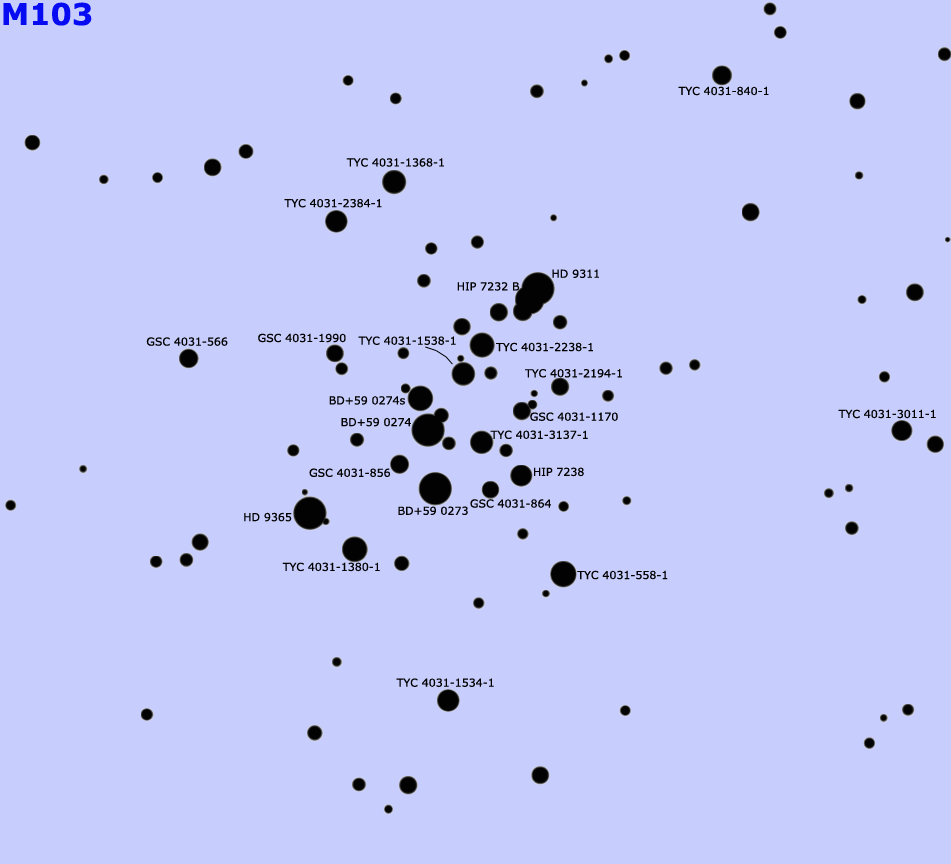
Mappa dettagliata di M103.

M103 è uno dei più lontani ammassi aperti elencati nel Catalogo di Messier, trovandosi a circa 2880 parsec (9400 anni luce) dalla Terra, in un angolo remoto del Braccio di Perseo; esso possiede un diametro apparente di 6 minuti d'arco che, tenendo conto della distanza, corrisponde ad un diametro reale di 15 anni luce.
Attraverso le misurazioni sul moto proprio sono state individuate 77 componenti fino alla quattordicesima magnitudine facenti sicuramente parte dell'ammasso (con un indice di sicurezza non inferiore all'80%), cui se ne aggiungono 151 la cui probabilità di appartenenza è inferiore; i due membri più brillanti di M103 sono una supergigante di tipo B5Ib ed una gigante di tipo B2III. Fra queste componenti sono note anche alcune stelle variabili, fra le quali due binarie a eclisse, una delle quali con un'oscillazione di oltre una magnitudine, una probabile variabile Gamma Doradus (o forse una variabile pulsante di lungo periodo di classe spettrale B (SPB)), una stella Be e una gigante rossa pulsante; nello stesso campo visivo, ma non legata fisicamente a M103, si trova un'altra sospetta variabile Gamma Doradus. Estendendo l'indagine alle stelle fino alla diciottesima magnitudine, vengono incluse diverse altre variabili, fra cui sette di tipo Delta Scuti e otto a eclisse.
Le stime sull'età dell'ammasso hanno fornito nel corso del tempo valori compresi fra 9 milioni di anni e 25 milioni di anni; secondo le stime più accettate, la sua età sarebbe pari a 16±4 milioni di anni. Data quest'età, è piuttosto improbabile che in esso siano ancora presenti delle stelle di pre-sequenza principale. M103 si avvicina al Sole ad una velocità di circa 37 km/s.

### Libri
- (EN) Stephen James O'Meara, Deep Sky Companions: The Messier Objects, Cambridge University Press, 1998, ISBN 0-521-55332-6.

### Carte celesti
- Toshimi Taki, Taki's 8.5 Magnitude Star Atlas, su geocities.jp, 2005. URL consultato il 7 novembre 2010 (archiviato dall'url originale il 5 novembre 2018). - Atlante celeste liberamente scaricabile in formato PDF.
- Tirion, Rappaport, Lovi, Uranometria 2000.0 - Volume I - The Northern Hemisphere to -6°, Richmond, Virginia, USA, Willmann-Bell, inc., 1987, ISBN 0-943396-14-X.
- Tirion, Sinnott, Sky Atlas 2000.0 - Second Edition, Cambridge, USA, Cambridge University Press, 1998, ISBN 0-933346-90-5.
- Tirion, The Cambridge Star Atlas 2000.0, 3ª ed., Cambridge, USA, Cambridge University Press, 2001, ISBN 0-521-80084-6.